# Sapore di mare
Sapore di mare è un film italiano del 1983 diretto da Carlo Vanzina.

## Trama
A Forte dei Marmi, nell'estate 1964, si intrecciano le storie di diverse famiglie e in particolar modo dei loro figli, provenienti da diverse città italiane. Su tutte spicca la famiglia milanese di Luca e Felicino, che ormai è una presenza fissa sulle spiagge toscane. Vi è poi il genovese Gianni, che nonostante sia fidanzato con Selvaggia viene messo in grande difficoltà quando conosce Adriana, un'amica dei suoi genitori. Da Napoli arrivano invece i fratelli Paolo e Marina, venuti a Forte dei Marmi per la prima volta assieme ai propri genitori. Il primogenito Paolo si innamora di Susan, la fidanzata di Felicino, mentre Marina è protagonista di una scanzonata storia d'amore con Luca. Altri membri della compagnia e comprimari delle tante avventure vissute dai ragazzi nel corso dell'estate sono Giorgia, migliore amica di Selvaggia, Maurizio, il fotografo Cecco e i marchesini Pucci, coppia di gemelli presa di mira da Luca che vi ironizza spesso sopra.
Le ultime settimane della stagione estiva passano però in fretta e con questa si concludono anche le storie di tutti i membri della comitiva di amici. Gianni interrompe la propria relazione con Selvaggia perché innamorato di Adriana, ma si scoprirà che questa ha flirtato con lui soltanto perché voleva sentirsi ancora giovane. Adriana ne parla con Selvaggia, durante la festa di compleanno di questa, dove c'è anche Gianni, con cui si è riconciliato, convincendola che è ancora il ragazzo giusto per lei e tra i due torna il sereno. Felicino, invece, scarica Susan perché disinteressato nel proseguire la relazione, cosa che spinge Paolo a tentare di dichiararsi a Susan, ma senza successo. Infine Luca viene raggiunto dalla sua ex fidanzata di Milano e parte con lei per trascorrere l'ultima settimana d'estate in campagna. Prima di partire incontra Marina, all'oscuro di tutto, e tronca la loro relazione.
Diciotto anni dopo, nell'estate del 1982, tutti i protagonisti si ritrovano inaspettatamente nello stesso locale che frequentavano anni prima da ragazzi. Qui si scopre il loro destino: Paolo è riuscito a dichiararsi a Susan e i due si sono sposati; Gianni, invece, non è sposato e lavora come giornalista; Selvaggia è reduce da un matrimonio terminato e ora vive assieme al suo nuovo compagno; mentre Adriana trascorre l'estate assieme al figlio adolescente. Marina, invece, è anche lei sposata e rivede dopo tanti anni Luca, il quale inizialmente non la riconosce, ma si fa perdonare poco dopo scrivendole un biglietto, per poi guardarla uscire dal locale con un'espressione amareggiata e malinconica in volto ripensando alla loro relazione di diversi anni prima.

## Produzione

### Sviluppo
Il film rischiò di non farsi per i dubbi di Pio Angeletti e Adriano De Micheli sul costo delle riprese. Fu solo l'intervento di Claudio Bonivento, all'epoca agente di Jerry Calà, a sbloccare la situazione, facendosi garante che il film non superasse il budget previsto. Il comportamento dei due produttori però indusse i Vanzina a passare alla Filmauro per girare il successivo Vacanze di Natale.
Il film si intitola Sapore di mare anziché Sapore di sale perché all'epoca un'altra casa cinematografica aveva messo in cantiere un film con quel titolo da far dirigere a Neri Parenti, registrandone il titolo e acquisendo i diritti dell'omonima canzone di Gino Paoli. Il film però non fu mai realizzato e nel sequel Sapore di mare 2 - Un anno dopo si poté usare la canzone, cantata dallo stesso Paoli in una comparsata a fine film.
Come ha rivelato lo stesso Carlo Vanzina in una intervista in occasione della prima del sequel "Sapore di te", inizialmente gli stessi Vanzina pensarono di ambientare il film a Castiglioncello, sul litorale livornese. "In quegli anni però l'icona delle vacanze era la Versilia" "e così decidemmo di ambientare il film a Forte dei Marmi". 

### Cast

Virna Lisi nel ruolo di Adriana

La distribuzione non era convinta sulla scelta del cast, in particolare per quanto riguarda Christian De Sica, in quel periodo attore non ancora affermato, e Virna Lisi, ritenuta non adatta per un film di questo tipo in quanto identificata prevalentemente come attrice drammatica.
De Sica dovette scegliere se fare parte del cast de Il conte Tacchia, con un guadagno molto maggiore, o accettare la parte in questo film: scelse quest'ultimo poiché pensava che questo ruolo era perfetto per lui e che avrebbe fatto decollare definitivamente la sua carriera.
Jerry Calà lesse per caso una bozza del copione mentre curiosava nello studio della produzione. Questa gli piacque così tanto che telefonò subito a Carlo Vanzina per parlarne, ma il regista gli rispose che sarebbe stato un film a basso costo e la produzione non sarebbe mai riuscita a coprire il costo del suo cachet.
Calà si disse però così affascinato dal progetto che accettò di girarlo per un compenso inferiore, ponendo però nel contratto una clausola che gli garantiva una grossa parte delle percentuali dopo il raggiungimento degli 8 miliardi di lire al botteghino. I produttori accettarono convinti che il film non avrebbe mai superato i 4 miliardi di lire, invece al termine della corsa al botteghino l'incasso fu di 10 miliardi.
Lo stesso Calà ha dichiarato in un'intervista che, nella famosa scena in cui viene preso a schiaffi da Virna Lisi, quest'ultima, prima di girare, si scusò in anticipo con lui dicendogli che non era capace di dare degli schiaffi finti. Inoltre, ha ammesso di avere avuto non poche difficoltà nel girare le scene d'amore assieme a Marina Suma, poiché nel cast vi era anche Angelo Cannavacciuolo, all'epoca fidanzato con lei che li controllava costantemente anche durante le riprese.

Marina Suma nel ruolo di Marina

Per il ruolo di Paolo Pinardi, poi andato ad Angelo Cannavacciuolo, era stato preso in considerazione anche Massimo Ciavarro che fu poi ripescato da Bruno Cortini per il ruolo di Fulvio nel sequel. Carlo Vanzina avrebbe voluto nel cast anche Mauro Di Francesco, che però rifiutò per girare Attila flagello di Dio con Diego Abatantuono, del quale era all'epoca spalla ricorrente; come Ciavarro, anche Di Francesco ebbe un ruolo in Sapore di mare 2.
Nelle ultime scene del film compare brevemente Alba Parietti, all'epoca moglie di Franco Oppini, amica di Calà e ancora sconosciuta al grande pubblico.
In un ruolo minore venne piazzato l'allora giovane attore Angelo Maggi, che da lì a poco diventò uno dei doppiatori più affermati del panorama italiano.

### Riprese
Le riprese del film si svolsero parte in Versilia, a Forte dei Marmi negli stabilimenti balneari Marechiaro e Dalmazia vicino alla Capannina di Franceschi, e parte nel litorale laziale a Ostia e Fregene.

## Colonna sonora
La colonna sonora è una raccolta di brani degli anni sessanta, pubblicata in LP (numero di catalogo COM 20340), MC (30 COM 20340) nel 1983 e nel 1986 il CD (CDS 6036) dall'etichetta discografica CGD.

### Tracce
1. Edoardo Vianello – Abbronzatissima – 2:29
2. Mina – Il cielo in una stanza – 2:52
3. Los Marcellos Ferial – Cuando calienta el sol – 2:20
4. Fred Bongusto – Una rotonda sul mare – 2:48
5. Rita Pavone – Come te non c'è nessuno – 2:41
6. Ornella Vanoni – Senza fine – 2:40
7. Gianni Morandi – Non son degno di te – 2:29
8. I Giganti – Una ragazza in due – 2:15
9. Ornella Vanoni – Mi sono innamorata di te – 4:30
10. Los Marcellos Ferial – Sei diventata nera – 2:12
11. Piero Focaccia – Stessa spiaggia, stesso mare – 2:20
12. Gigliola Cinquetti – Non ho l'età – 3:15
13. The Rokes – C'è una strana espressione nei tuoi occhi – 2:14
14. Caterina Caselli – Nessuno mi può giudicare – 2:40
15. Adriano Celentano – Una carezza in un pugno – 2:56
16. Caterina Caselli – Perdono – 2:56
17. Massimo Ranieri – Pietà per chi ti ama – 2:35
18. Riccardo Del Turco – Luglio – 3:10
19. Mario Tessuto – Lisa dagli occhi blu – 3:16
20. Giorgia Fiorio – Segreti – 4:18
21. Riccardo Cocciante – Celeste nostalgia – 4:14

Durata totale: 61:10

## Distribuzione
Il film uscì nelle sale cinematografiche italiane il 17 febbraio 1983.
Nel 2003, per il 20º anniversario, la Moviemax ha pubblicato il cofanetto DVD contenente Sapore di mare e Sapore di mare 2 - Un anno dopo.
Nell'estate del 2024 il film torna al cinema in versione restaurata.

## Accoglienza

### Incassi
Il film fu un successo ai botteghini incassando 10 miliardi di lire di allora.

### Critica
(Francesco Mininni, Magazine italiano tv)
(Laura e Morando Morandini, Telesette)
(FilmTv.it)

## Riconoscimenti
- 1983 - David di Donatello
  - Migliore attrice non protagonista a Virna Lisi
- 1983 - Nastro d'argento
  - Migliore attrice non protagonista a Virna Lisi

## Elementi narrativi
Il film che viene proiettato nell'arena all'aperto dove Gianni va a fare pace con Selvaggia è I due colonnelli (anche se le scene mostrate in ordine), diretto nel 1962 da Steno, il padre di Carlo ed Enrico. In una scena precedente, nello stesso cinema, si proietta Sodoma e Gomorra, diretto da Robert Aldrich, nella sequenza della distruzione di Sodoma.
Nella scena del gruppo di ragazzi e ragazze che fuggono per un improvviso acquazzone, una radio a transistor annuncia la vittoria di Felice Gimondi al Tour de France, che però è avvenuta il 14 luglio del 1965, l'anno successivo a quello delle vicende narrate.
Poco dopo quando De Sica si presenta in spiaggia canticchia Satisfaction dei Rolling Stones, pubblicata anch'essa nel 1965.
Da una radio viene annunciata la vittoria di Felice Gimondi al Tour de France, avvenimento anch'esso avvenuto nell'anno successivo a quello di ambientazione. Perlopiù l'annuncio della vittoria viene dato interrompendo il programma Bandiera gialla, la cui prima puntata venne trasmessa sempre nel 1965, perlopiù diversi mesi dopo la vittoria di Gimondi.
Nella scena della festa a casa di Calà, quest'ultimo liquida gli ospiti con la frase "La musica è finita / gli amici se ne vanno" presa dalla canzone La musica è finita di Ornella Vanoni, uscita però nel 1967, tre anni dopo gli eventi narrati nel film.

## Sequel
Sempre nel 1983 viene distribuito il seguito del film, Sapore di mare 2 - Un anno dopo. A distanza di 30 anni dall'uscita del film, i fratelli Vanzina dirigono Sapore di te, ambientato sempre a Forte dei Marmi, però nella prima metà degli anni ottanta. Nel cast Vincenzo Salemme, Nancy Brilli, Serena Autieri e Maurizio Mattioli nella parte degli adulti, Martina Stella, Giorgio Pasotti, Eugenio Franceschini, Matteo Leoni, Katy Saunders e Virginie Marsan in quella degli adolescenti. 

## Altri media
Nel 2025 di "Sapore di mare" è stata tratta una versione teatrale sotto forma di musical per la regia di Maurizio Colombi, con Paolo Ruffini e Fatima Trotta nei panni di protagonisti e riadattata da Enrico Vanzina e Fausto Brizzi. La prima nazionale è andata in scena sabato 1 febbraio 2025 al teatro Verdi di Montecatini.